# Ементал
Ементал (на френски: Emmental), известно и като Ементалер (на немски: Emmentaler) e традиционно швейцарско сирене, което се произвежда в района на река Еме, кантон Берн, откъдето е получило и името си.

## История
За първи път Ементал се споменава през 1293 г. Етимологията на името сочи на произход от долината на река Еме в кантона Берн: emmen – от името на река Еме и tal на немски – долина.
Наименованието Ементал не е защитено и регистрирано като търговска марка, поради това на пазара с марката „Ементал“ се продава сирене и от Франция, Бавария, Финландия и др.
Като продукт с контролиран произход (AOC) през 2006 г. в Швейцария е регистрирана търговската марка Emmentaler Switzerland, която може да се използва само за Ементал направен в Швейцария.

## Характеристика
Сиренето Ементал е жълто, среднотвърдо, с плътна консистенция, което се прави от краве мляко. То има пикантен, сладък вкус, с плодово-орехови нотки и аромат на прясно окосена трева. Характерни са големите дупки в сиренето поради естеството на производствения процес (отделяне на въглероден диоксид от бактериите Streptococcus thermophilus, Lactobacillus и Propionibacter shermani). Дупките се дължат на въздуха, който се освобождава когато сиренето се остави да ферментира и съзрява на кръгли пити в продължение на няколко месеца. Сиренето e с жълта кора, твърдо и сухо на вид, с гладка повърхност и вътрешност с жълт – светло жълт цвят, до слонова кост. В някои страни е известно и като швейцарско сирене.

## Производство
Произвежда се на цилиндрични пити с диаметър 80 – 100 см и средно тегло 70 – 75 кг, като за производството на една пита са нужни между 700 и 900 литра мляко. Произвежда се в различни страни – Швейцария, Франция, Германия, Финландия, Австрия, Дания, Ирландия, Австралия, Нова Зеландия, Канада и САЩ.
Заедно със сиренето грюер, Ементал е най-често срещаната съставка за приготвяне на фондю. Ементал и сиренето Чедар са двете най-често използвани сирена при правенето на сандвичи, хамбургери и т.н. в САЩ и Европа. Обикновено се съчетава с червени плодови вина от сортовете пино ноар или гаме ноар и бели вина от сортовете пино гри, траминер (гевюрцтраминер) или пино блан.

## Швейцарски Ементалер
Оригиналният швейцарски Ементалер трябва да зрее най-малко четири месеца. Той има кръгла форма с естествена коричка и се съхранява традиционно във винарски изби.
Швейцарският Ементалер в зависимост от времето на зреене бива няколко вида: Класик – 4 месеца, Резерва – 8 месеца и Premier Cru – 14 месеца зреене.
Emmentaler Switzerland Premier Cru е специално сирене, което е съзрявало най-малко 14 месеца във влажни изби. Това сирене печели първо място през 2006 г. на Световната купа на сирената в Уисконсин (САЩ), състезавайки се с 1700 видове различни сирена.